# Pietryszki (sielsowiet Dalekie)
Pietryszki – dawna kolonia i leśniczówka. Tereny, na których był położony, leżą obecnie na Białorusi, w obwodzie witebskim, w rejonie brasławskim, w sielsowiecie Dalekie.

## Historia
W czasach zaborów w granicach Imperium Rosyjskiego.
W latach 1921–1939 kolonia i leśniczówka leżała w Polsce, w województwie nowogródzkim (od 1926 w województwie wileńskim), w powiecie dziśnieńskim (od 1926 w powiecie brasławskim), w gminie Bohiń.
Według Powszechnego Spisu Ludności z 1921 roku zamieszkiwało:
- kolonię – 84 osoby, 7 było wyznania rzymskokatolickiego, 4 prawosławnego a 73 staroobrzędowego. Jednocześnie wszyscy mieszkańcy zadeklarowali polską przynależność narodową. Było tu 17 budynków mieszkalnych[6]. W 1931 w 17 domach zamieszkiwało 79 osób[7].
- leśniczówkę – 6 osób, wszystkie były wyznania staroobrzędowego i zadeklarowały polską przynależność narodową. Był tu 1 budynek mieszkalny[6]. W 1931 w 1 domu zamieszkiwało 7 osób[8].

Wierni należeli do parafii rzymskokatolickiej w Wasiewiczach i prawosławnej w Kozianach. W 1933 miejscowości podlegały pod Sąd Grodzki w Opsie i Okręgowy w Wilnie; właściwy urząd pocztowy mieścił się w Bohiniu.